# Iarinlim I
Iarinlim I ou Iarim-Lim I (Yarim-Lim ; r. ca. 1780 - ca. 1 764 a.C. segundo a cronologia média) foi o segundo rei de Iamade (Halabe) em sucessão de seu pai Sumuepu.

## Vida

### Início do reinado e conflitos

Mesopotâmia e Síria ca.. Os principais poderes do período eram Iamade, Catna, Mari, Andarique, Assíria, Babilônia e Esnuna

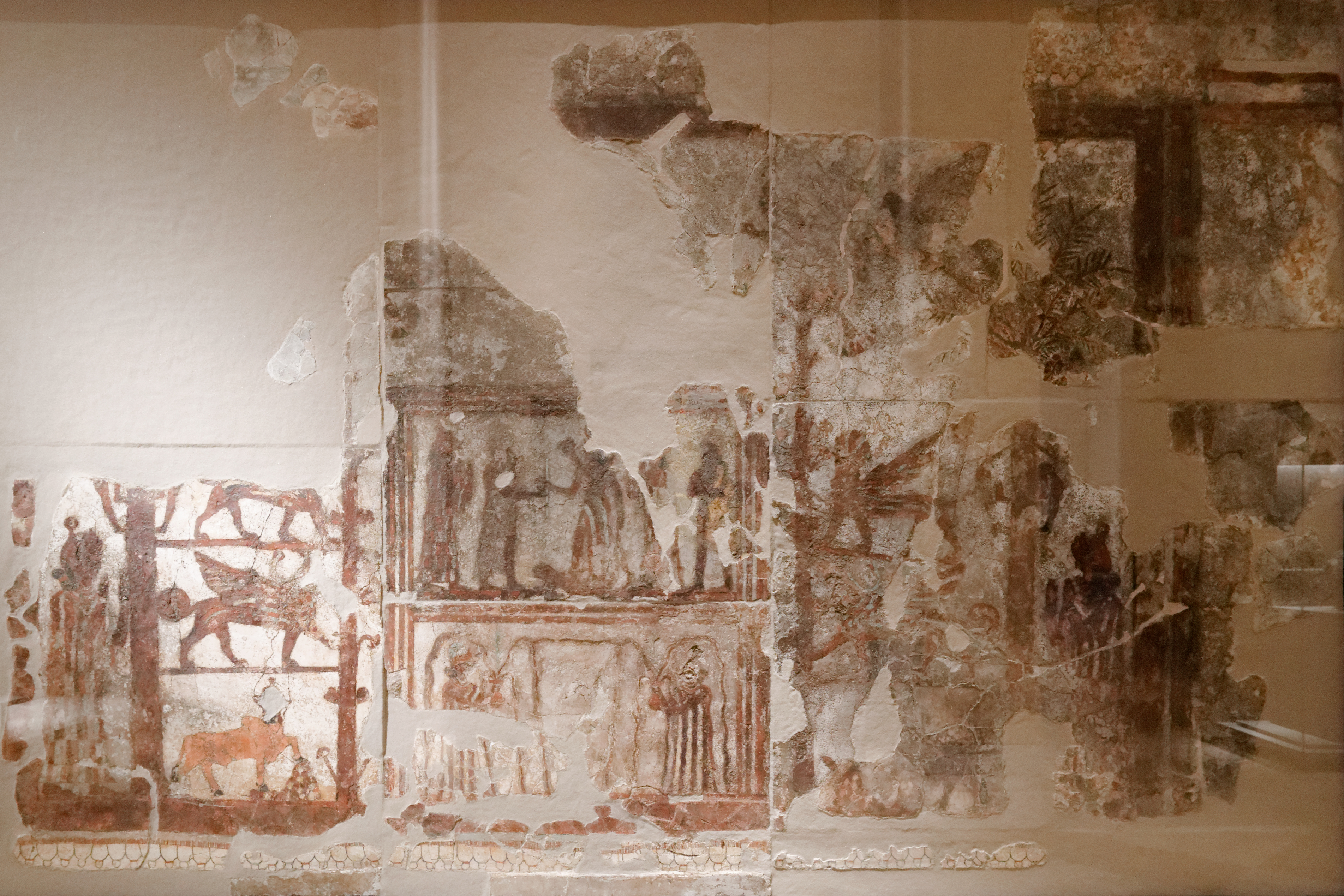
Afresco da investidura de Zinrilim

Iarinlim foi filho e sucessor do primeiro rei iamadita Sumuepu e sua rainha Sumuna-Abi. O Reino de Iamade estava sendo ameaçado pelo rei assírio Sansiadade I, que havia cercado Iamade através de sua aliança com Carquemis e Ursu ao norte, Catna ao sul e pela conquista de Mari a leste, onde nomeou seu filho Iasma-Adade no trono. Iarinlim ascendeu ao trono após seu pai ser morto em 1 780 a.C. durante suas campanhas contra Sansiadade e foi capaz de erguer-se contra ele ao aliar-se com o Hamurabi da Babilônia e Ibalpiel II de Esnuna. Credita-se à sua aliança com Hamurabi um ataque a retaguarda do exército assírio que teria salvo a Babilônia de uma invasão.
Em 1 777 a.C., Iarinlim conquistou a cidade de Tutul, na confluência dos rios Balique e Eufrates. Ele nomeou seu aliado, Zinrilim, o herdeiro do trono de Mari que estava vivendo em sua corte, como rei. Quando Sansiadade morreu em 1 776 a.C., ajudou Zinrilim a readquirir seu trono em Mari e repelir Iasma-Adade. A aliança entre Mari e Iamade foi cimentada com o casamento real entre Zinrilim e a filha de Iarinlim, Sibtu, e dois dias após a cerimônia de casamento a rainha Sumuna-Abi faleceu. Em paralelo, Ibalpiel II de Esnuna explorou a morte de Sansiadade para encabeçar uma política expansionista, avançando em direção a Assíria e causando um abalo na aliança, sobretudo após aliar-se com o Elão, o inimigo de Hamurabi, e que por sua vez era aliado de Iarinlim.

### Relações com Mari
A ascensão de Zinrilim ao trono com ajuda de Iarinlim I afetou o estatuto de Mari, com Zinrilim referindo-se a Iarinlim como seu pai e agindo sob orientação da principal divindade de Halabe, o deus dos trovões Adade, do qual Iarinlim foi o mediador.
Os tabletes de Mari registram muitos eventos que revElão a subordinação de Zinrilim, como nas duas ocasiões que exigiu a extradição de seus subordinados da corte de Iarinlim I: o primeiro caso foi relatado a um rei vassalo de Zinrilim que o chamou de irmão em vez de pai e a exigência foi negada; no segundo caso a negociação ocorreu através do embaixador mariota Daris-Libur, que estava solicitando em nome de seu rei alguns subordinados, mas Iarinlim recusou o pedido duas vezes antes de concordar numa terceira tentativa.
Em outro situação, o embaixador mariota Nur-Sim em Halabe escreveu para seu mestre solicitando a concessão duma propriedade chamada Alatum para Adade (neste caso Iamade), e em outro caso, Ibalpiel ofereceu a paz e fixou as fronteiras com Zinrilim que enviou emissários para Iarinlim solicitando autorização que foi negava, levando Zinrilim a recusar o tratado em três ocasiões diferentes.

### Fim do reinado e sucessão
"Não há rei que é poderoso sozinho. 10 ou 15 reis seguem Hamurabi, o governante da Babilônia, um número similar [aqueles] de Rim-Sim de Larsa, um número similar de Ibalpiel de Esnuna, um número similar de Amudepiel de Catanum, mas 20 seguem Iarinlim de Iamade."

Tablete enviado para Zinrilim de Mari descrevendo a autoridade de Iarinlim I.
Iarinlim estendeu sua influência a vários outras cidades-Estado importantes na Síria através de alianças e vassalagem, incluindo Ursu e o rico reino de Ugarite. A relação entre Catna e Iamade também parece ter melhorado durante o reinado de Iarinlim. Os exércitos de Iamade realizaram campanhas tão longe quanto o Elão na atual fronteira sul do Iraque-Irã e um tablete descoberto em Mari relevou a extensão destas intervenções militares na Mesopotâmia: o texto inclui uma declaração de guerra a Der e Dinictum em retaliação por seus feitos malignos, um lembrete ao rei de Der pela ajuda militar prestada a ele por 15 anos e o estacionar de 500 navios de guerra iamaditas por 12 anos de Dinictum.
Pelo tempo de sua morte em ca. 1 764 a.C., Iarinlim tinha mais de 20 reis como vassalos ou aliados. Segundo o historiador William J. Hamblin, ele era em seu tempo o "mais poderoso governante no Oriente Próximo fora do Egito". Iarinlim foi sucedido por seu filho Hamurabi I.